# Tom Boxer
Tom Boxer, pseudonimo di Cosmin Simionică (Craiova, 6 gennaio 1977), è un disc jockey, produttore discografico, cantante e remixer rumeno.
Ha raggiunto fama mondiale nel 2010, con il singolo Morena, in collaborazione con Antonia Iacobescu e nel 2011 con il singolo Deep in love realizzato con il cantante statunitense J Warner.

## Biografia

### Inizi
Nasce a Craiova nel 1977. Finiti gli studi riceve una borsa di studio per recarsi a Londra, dove inizia a studiare musica per cinque anni. Tornato in Romania, inizia la sua carriera collaborando con un'etichetta discografica di Bucarest.

### Primi successi
Nel 2008 inizia a duettare con la cantante Anca Parghel, ma il loro sodalizio dura appena un anno poiché Parghel si ammala e muore a inizio del 2009 per un carcinoma dell'ovaio. Prima del tragico evento, però, i due riescono a pubblicare l'album Zamorena, cui il principale singolo Brasil, raggiunge la vetta delle classifiche rumene. Il video del singolo è stato girato a Rio de Janeiro (Brasile), in collaborazione con il duo connazionale dei Fly Project. Nel 2009 viene candidato per rappresentare la Romania all'Eurovision Song Contest, ma non viene eletto. Nello stesso anno pubblica il singolo Beautiful day che raggiunge un discreto successo e che anticipa l'uscita dell'omonimo album.

### Affermazione
Nel 2010 collabora con Antonia Iacobescu per il singolo Morena che ottiene in poco tempo un grande successo scalando le vette delle classifiche mondiali. L'anno seguente conferma il successo pubblicando il singolo Deep in love in collaborazione con l'artista americano J Warner.

### Primato
Tom Boxer vanta il primato di essere il cantante rumeno con più collaborazioni all'attivo. Oltre a quelle già citate ha collaborato tra gli altri con Alexandra Stan, Inna, David Guetta e Martin Solveig.

## Premi
Nel 2009 vince gli MTV Europe Music Awards nella categoria "Miglior artista rumeno".

## Discografia

### Album
- Zamorena (2008)
- Dancing (2009)
- A Beautiful Day (2010)
- Deep in love (2011)

### Singoli
- Brasil (2008)
- Dancing (2009)
- A Beautiful Day (2009)
- Morena (2010)
- Voulez Vous feat. Meital De Razon (2012)
- Hey (2012)
- Nothing compares to you feat. Keith Thompson (2012)

### Collaborazioni
- Tell Me Why (feat. Amna)
- Brasil (remix) (feat. Fly Project)
- Déjà Vu (feat. Inna)
- Dancing (remix) (feat. Mike Diamondz)
- Morena (feat. J Warner & Antonia Iacobescu)
- I feel you (feat. Alexandra Blake)